# Fenylotiokarbamid
Fenylotiokarbamid (fenylotiomocznik, PTC) – organiczny związek chemiczny z grupy aromatycznych pochodnych tiomocznika. Jest stosowany jako marker jednogenowy w badaniach populacyjno-genetycznych, w testowaniu czucia smaku gorzkiego, ponieważ wrażliwość na PTC jest u ludzi warunkowana jednogenowo.